# ZR-75-1細胞
ZR-75-1是人類乳癌細胞系。在長期缺乏類固醇的情況下，對雌激素敏感的人類乳癌克隆細胞在生長時，會產生對雌激素不敏感的細胞。在ZR-75-1細胞中，這種作用的發生頻率很高，提示這個機制可以同時影響很大一部分的細胞群。有研究利用ZR-75-1細胞，證明了雄激素和雌激素之間，對GCDFP-15和GCDFP-24表達的拮抗作用，GCDFP-15和GCDFP-24是人類毛囊性疾病液中分泌的兩種主要蛋白質。

## 外部連結
- Cellosaurus entry for ZR-75-1 （页面存档备份，存于）